# ژنرال لاوال
ژنرال لاوال (به اسپانیایی: General Lavalle) یک منطقهٔ مسکونی در آرژانتین است که در بخش خنرال لاوال واقع شده‌است. ژنرال لاوال ۱٬۸۲۷ نفر جمعیت دارد و ۳ متر بالاتر از سطح دریا واقع شده‌است.